# خوانین (بازیکن فوتبال، زاده ۱۹۰۰)
خوانین (انگلیسی: Juanín؛ زادهٔ ۱۶ سپتامبر ۱۹۰۰) بازیکن فوتبال اهل اسپانیا است.
از باشگاه‌هایی که در آن بازی کرده‌است می‌توان به باشگاه فوتبال اتلتیک بیلبائو و باشگاه فوتبال اوساسونا اشاره کرد.
وی همچنین در تیم ملی فوتبال اسپانیا بازی کرده‌است.